# Discusión bizantina

El Imperio romano de Oriente en 650.

La expresión discusión bizantina o argumento bizantino significa una discusión o argumento inútil, en la que cada parte nunca puede llegar a probar sus aseveraciones a la parte contraria. Es equivalente a la expresión "discutir el sexo de los ángeles", ya que este era el tema sobre el que habrían estado discutiendo los bizantinos mientras la ciudad estaba bajo asedio.
El origen de la expresión "discusión bizantina" puede relacionarse bien con el sitio de Constantinopla en 674 por los árabes, o bien cuando el Imperio otomano sitió y conquistó Constantinopla en el siglo XV, siendo considerado este hecho como el origen más próximo de la expresión, debido a que (en el imaginario popular) la misma se asocia a la leyenda de los eruditos de esa antigua ciudad debatiendo inútilmente sobre un tema trivial en lugar de preparar su defensa contra el asedio.

## Origen lejano
En el siglo IV surgió una discusión teológica en las Iglesias de Egipto, Siria y Asia Menor, que en los siglos siguientes se dirimieron en diferentes concilios. Después del Concilio de Nicea, Gregorio, obispo de Nisa empezó a crear hipótesis sobre las siguientes preguntas: "¿Es el Hijo de la misma sustancia que el Padre, o se trata de una sustancia similar? ¿Tiene Jesús una o dos naturalezas? ¿Es el Hijo coeterno con Dios o no? ¿Cuál es la relación de Cristo con Dios padre? ¿En qué sentido puede ser Dios el Padre, el Hijo y el Espíritu Santo, y aun así ser uno? ¿Cómo puede haber un Dios con verdadera unidad combinada con la verdadera diversidad?".
Los concilios celebrados durante cuatro siglos (Concilio de Constantinopla, Concilio de Éfeso, Concilio de Calcedonia), para combatir las herejías que habían ido emergiendo, habían llegado a conclusiones contrapuestas, nadie podía probar definitivamente nada, en un sentido o en el otro. Los argumentos de los Padres de la Iglesia llevaron a confundir a los cristianos de a pie sobre los misterios de la religión.

## Edicto de Constante
En el siglo VII, los ciudadanos del Imperio romano de Oriente se habían convertido en teólogos aficionados. Cualquier tertulia podía degenerar en una acalorada discusión sobre la Trinidad o la naturaleza del Padre y del Hijo.
Este tipo de discusiones (modernamente llamadas bizantinas) estaban calentando todo el imperio y todos los niveles de inteligencias, así que Constante II, aunque era un hombre joven de diecisiete años, indiferente a los debates religiosos que convulsionaban la Iglesia, le preocupaba sin duda el efecto que todos estos debates arcanos estaban produciendo sobre el Imperio Romano, y para dar una solución emitió un edicto imperial conocido como el "Typos de Constante" en el año 648, aunque el edicto no consiguió extirpar el virus de la  discusión bizantina , que proseguiría hasta el siglo XV.
Este edicto hizo ilegal el discutir "de cualquier manera", sobre si Cristo poseía una o dos naturalezas, o lo que fuera sobre otros temas parecidos. Declaró que toda la controversia debía ser olvidada - "hay que mantener el sistema que existía antes del inicio de la contienda, ya que así habría sido si no hubiera surgido la discusión.".
Hubo una gran variedad de penas aplicables a toda persona que desobedeciera el decreto imperial. Los obispos o empleados de la iglesia, serían depuestos. Los monjes debían ser excomulgados, mientras que los funcionarios públicos u oficiales del ejército perderían su cargo. Los ciudadanos privados de rango senatorial, tendrían sus bienes confiscados. Finalmente, para la gran masa de la ciudadanía, los transgresores se enfrentarían a castigos corporales y al destierro de por vida.